# Ustadh Sis
Ustādh Sīs (o Ustad Sis, o Ostad Sis, in persiano استاذ سیس‎) fu un eresiarca persiano e un leader ribelle all'autorità arabo-islamica.

## Biografia
Egli pretendeva di essere profeta prescelto da Dio nelle parti più orientali del Khorasan verso la metà dell'VIII secolo e operò per radunare suoi seguaci tra gli abitanti dei villaggi in quell'area. Molti fra loro erano precedentemente stati devoti di Bihafrīd, sconfitto militarmente dal comandante abbaside Abu Muslim.

### Rinvigorimento del movimento di Bihafrīd
Ustādh Sīs lanciò una grande rivolta nel 767, che si disse contasse 300.000 combattenti. La sua base iniziale furono le località di montagna presso Badghis. Il movimento sollecitamente conquistò Herat e il Sistan, prima di marciare su Merv. 

Ustādh Sīs inizialmente sconfisse un esercito califfale abbaside sotto il comando di al-Ajtham di Merv, ma fu poi sconfitto in una cruenta battaglia contro un nuovo esercito guidato dallo stesso erede al trono califfale al-Mahdi, figlio del califfo al-Mansur.

### Soppressione della rivolta di Ustādh Sīs
Secondo Ṭabarī, 70.000 fedeli di Ustādh Sīs vennero trucidati in battaglia, e 14.000 furono catturati. Ustādh Sīs tentò di fuggire nelle montagne, ma il generale abbaside Khazim ibn Khuzayma al-Tamimi lo inseguì e riuscì a farlo prigioniero. Ustādh Sīs fu inviato in catene da al-Mansur, che ne ordinò l'esecuzione capitale. In seguito, al-Mahdi concesse l'amnistia a 30.000 prigionieri.